# Jarimkotan
Jarimkotán (en ruso, Харимкотан, y en japonés, Harimukotan) es una isla rusa en el archipiélago de las Kuriles. Tiene una superficie de 68 km². Pertenece al grupo de las Kuriles septentrionales. 

## Geografía
La isla de Jarimkotán se encuentra entre las coordenadas geográficas siguientes:
- latitud: 49°04' y 49°09' N,
- longitud: 154°28' y 154°36' E,
- máxima altitud: 1157 m s. n. m.

Al suroeste se encuentran las islas Ekarma y Shiashkotán, separadas por el estrecho de Severguín, y al noreste la isla Onekotán, por el estrecho de Krenitsyn. 
Administrativamente es controlada por el óblast de Sajalín.
- Datos: Q1063222
- Multimedia: Kharimkotan / Q1063222